# Eunidia multialboguttata
Eunidia multialboguttata là một loài bọ cánh cứng trong họ Cerambycidae.